# Courroie plate

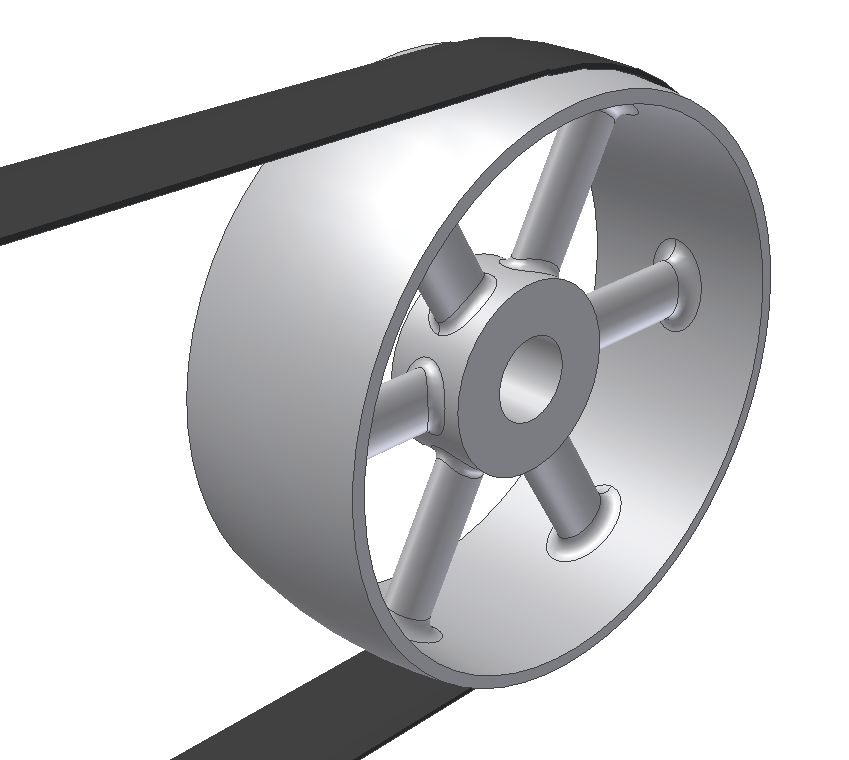
Courroie plate.

La courroie plate est une courroie de section rectangulaire.

## Généralités
La courroie plate sert à transmettre une force mécanique d'une poulie a une autre poulie, permettant ainsi la modification de la vitesse de rotation par changement du module (diamètre roue menante divisé par diamètre roue menée). La courroie permet une transmission à forte vitesse mais pour des efforts faibles. Son glissement évite parfois la casse mécanique (limiteur de couple). Elles ont un rendement de l'ordre de 98 %.
Les poulies utilisées ont un bombé pour autocentrer la courroie, une fois celle-ci alignée sur les deux poulies. Une ficelle portant également sur chaque diamètre des poulies simultanément peut aligner utilement la courroie.

## Sections
| Courroie | 16 | 20 | 25 | 32 | 40 | 50 | 63 | 71 | 80 | 90  |
| Poulie   | 20 | 25 | 32 | 40 | 50 | 63 | 71 | 80 | 90 | 100 |

## Couple transmissible et tension

Couple transmissible en fonction de l'angle d'enroulement pour des coefficients d'adhérence de 0,5 et de 0,8.

Lors de l'installation de la courroie, on la met sous tension, avec un force de tension T0.
Lors du fonctionnement, la poulie motrice tire sur la courroie pour entraîner la poulie menée. La courroie possède donc un brin mou, dans lequel la force de tension est t, et un brin tendu, dans lequel la force de tension est T. On a : 
{\displaystyle \mathrm {T} _{0}={\frac {\mathrm {T} +t}{2}}}
Si l'on écrit l'équilibre d'une poulie de diamètre d, on peut déterminer, en régime permanent et en négligeant la résistance au pivotement de la poulie, le couple transmis :
{\displaystyle \mathrm {C} =(\mathrm {T} -t)\cdot {\frac {d}{2}}}
On retrouve le rapport de couple classique entre la petite et la grande poulie.

Équilibre d'une portion de courroie sous l'effet des actions extérieures.

L'entraînement se fait par adhérence. On peut modéliser ceci avec la loi de Coulomb. Connaissant le coefficient d'adhérence f entre la courroie et la poulie, et l'angle d'enroulement θ (en radians), on peut déterminer le rapport maximal entre les forces de tension dans le brin mou et tendu,, :
{\displaystyle {\frac {\mathrm {T} }{t}}=\exp(f\theta )}.
Ce rapport est modifié par la force centrifuge qui s'exerce sur la courroie, et qui réduit l'adhérence. Si ce phénomène est négligeable aux faibles vitesses, il faut en revanche en tenir compte aux vitesses élevées.
À la limite de glissement de la courroie, on a donc :
{\displaystyle \mathrm {T} =t\exp(f\theta )}
On voit donc que le couple maximal transmissible vaut :
{\displaystyle \mathrm {C} =t(\mathrm {e} ^{f\theta }-1)\cdot {\frac {d}{2}}}
mais l'on a aussi
{\displaystyle \mathrm {T} _{0}={\frac {\mathrm {T} +t}{2}}={\frac {t(\mathrm {e} ^{f\theta }+1)}{2}}\Longrightarrow t={\frac {2\mathrm {T} _{0}}{\mathrm {e} ^{f\theta }+1}}}
et donc
{\displaystyle \mathrm {C} =\mathrm {T} _{0}{\frac {\mathrm {e} ^{f\theta }-1}{\mathrm {e} ^{f\theta }+1}}\cdot d}
On voit donc que le couple maximum transmissible dépend :
- de la tension de courroie T0 ; il lui est proportionnel ;
- de l'angle d'enroulement θ ; plus cet angle est important, plus le couple transmissible est important[4].

On peut ainsi faire plusieurs tours de courroie autour de la poulie pour transmettre un couple plus important.
Le couple maximum transmissible, en supposant une adhérence ou un angle d'enroulement « infini » (soit T = 2T0 et t = 0), vaut
{\displaystyle \mathrm {C} _{\sup }=\mathrm {T} _{0}d}